# Falling (canção de Harry Styles)
"Falling" é uma canção do cantor britânico Harry Styles, gravada para seu segundo álbum de estúdio, Fine Line (2019). Foi por escrita por Styles e seu produtor Kid Harpoon. A canção foi enviada para rádios adult contemporary do Reino Unido em 7 de março de 2020, servindo como o terceiro single do disco. 

## Antecedentes e lançamento

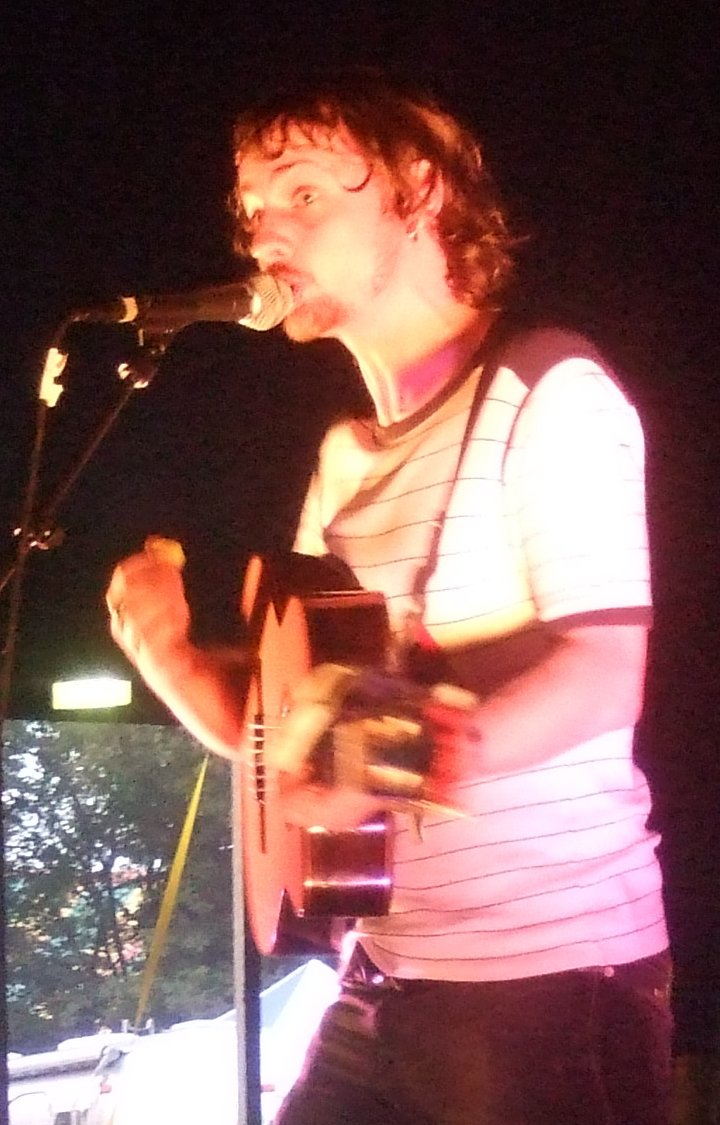
"Falling" foi co-composta e produzida por Kid Harpoon (foto).

Styles e o compositor/produtor Kid Harpoon trabalharam juntos pela primeira vez no álbum de estreia autointitulado de Styles (2017) em duas canções: "Carolina" e "Sweet Creature". Ele também se tornaria mais tarde o diretor musical da primeira turnê solo mundial de Styles. Ao falar sobre Styles e o processo de gravação do álbum, Harpoon afirmou: "Ele tem essa atemporalidade sábia além de seus anos sobre ele. É por isso que ele fez uma exploração emocional com essas canções. Ele passou por esse término que teve um grande impacto nele." Harpoon então sugeriu que Styles escrevesse sobre seus sentimentos em relação a isso, dizendo: "Ele teve toda uma jornada emocional sobre ela, todo esse relacionamento. Mas eu ficava dizendo: 'A melhor maneira de lidar com isso é colocá-lo nessas canções que você está escrevendo.'" Em relação a "Falling" em particular, ele disse: Harry mora perto de mim em Los Angeles e um dia ele queria uma carona para algum lugar, então eu apareci lá e ele estava saindo do chuveiro. Comecei a tocar piano enquanto esperava por ele, ele estava cantando e em uma hora havíamos escrito 'Falling'." A canção impactou as rádios adult contemporary do Reino Unido em 7 de março de 2020, como o terceiro single de Fine Line.

## Composição
Escrita por Styles e seu produtor Kid Harpoon, "Falling" é uma balada de piano soul "silenciosa", que dura quatro minutos. Em uma entrevista, Styles comentou que a canção era liricamente sobre voltar aos velhos hábitos, tornando-se uma pessoa que ele não queria ser novamente e tentando ser uma pessoa melhor. Em uma entrevista ao Radio.com, Styles afirma que "Falling" é: "Esse sentimento de estar sobrecarregado, você sabe que pode sentir que está se afogando às vezes... e o fato de estar vindo do piano, acho que é como escrever essas canções é o que ajuda, mas também pode machucá-lo às vezes." De acordo com Laura Snapes do The Guardian, "a linha, 'ninguém para culpar, mas a bebida em minhas mãos errantes', de 'Falling', levou manchetes dos tablóides." Em outra linha, ele canta: "Estou bem ciente de que escrevo muitas canções sobre você." Na verdade, a canção foi escrita sobre seu término com a ex-namorada Camille Rowe. Hannah Mylrea, da NME, também observou que "ele faz alusão ao fato de ter traído sua ex, admitindo que 'não há ninguém para culpar além da bebida e minhas mãos errantes".

## Recepção da crítica
A maioria dos críticos foram positivos com a canção. Bryan Rolli, do Consequence of Sound, chamou-a de "bela balada de piano". Alexandra Pollard, do The Independent, a chamou de "lamentação mal-humorada". Escrevendo para a Slant Magazine, Anna Richmond elogiou sua introspecção e observou que "a linha 'O que sou eu agora? E se eu for alguém que não quero por perto' é um dos momentos mais emocionantes de Fine Line". Jon Pareles, do The New York Times, descreveu-a como uma "canção amargamente auto-acusadora, semelhante a um hino". Susan Hansen, da Clash, elogiou, dizendo que "tem muito apelo. É uma canção onde o piano e o baixo formam uma base descontraída para introspecção e sinceridade." Nick Catucci, da Rolling Stone, foi menos favorável, chamando-a de "balada esquecível", embora tenha elogiado Styles pelo conteúdo lírico, alegando: "Se há uma masculinidade não tóxica, Harry Styles só pode ter encontrado."

## Videoclipe
O videoclipe, dirigido por Dave Meyers, foi lançado em 28 de fevereiro de 2020. O design de produção de François Audouy foi premiado com o prêmio Art Directors Guild Excellence in Production Design, que foi a primeira vez que o ADG reconheceu um videoclipe com um troféu em seus 20 anos de história.

### Sinopse
O vídeo apresenta Styles sozinho em um apartamento com um piano. Enquanto ele canta a balada, a sala lentamente se enche de água, até que, no final, ele fica totalmente submerso, se afogando.

## Apresentações ao vivo e versõescovers
Em 18 de fevereiro de 2020, Styles cantou "Falling" pela primeira vez no Brit Awards de 2020.

### Versõescovers
Em setembro de 2020, o girl group britânico Little Mix cantou "Falling" acusticamente como parte do Radio 1's Live Lounge. No mesmo mês, a integrante do Twice, Nayeon, publicou um cover da canção no YouTube. A cantora britânica Gabrielle incluiu um cover de "Falling" em seu álbum Do It Again (2021) após uma apresentação ao vivo da canção durante um episódio de The Masked Singer, no qual ela era concorrente como Harlequin. Taylor Dayne cantou a canção no The Masked Singer como "Popcorn". Em 28 de outubro de 2021, Jungkook, membro do BTS, publicou um cover da canção no YouTube.

## Faixas e formatos
| Download digital / streaming |           |         |  |
| N.º                          | Título    | Duração |  |
| 1.                           | "Falling" | 4:00    |  |

| Download digital |                                                    |         |  |
| N.º              | Título                                             | Duração |  |
| 1.               | "Falling" (Live From The BRIT Awards, London 2020) | 4:05    |  |

## Créditos
Todo o processo de elaboração de "Falling" atribui os seguintes créditos:

### Gravação
- Gravada na casa de Kid Harpoon (Los Angeles, Califórnia, Estados Unidos) e RAK (Londres, Reino Unido, Inglaterra)
- Mixada no EastWest Studios (Los Angeles, Califórnia, Estados Unidos)
- Masterizada no Sterling Sound (Edgewater, Nova Jérsei, Estados Unidos)

### Pessoal
- Harry Styles: vocais, vocais de apoio, composição
- Kid Harpoon: composição, produção, piano, moog bass, órgão
- Tyler Johnson: produção adicional
- Leo Abrahams: guitarra elétrica
- Sammy Witte: engenharia
- Dan Ewins: assistente de engenharia
- Spike Stent: mixagem
- Michael Freeman: assistente de mixagem
- Randy Merrill: masterização

## Desempenho nas paradas musicais
| Parada (2019–2020)                            | Melhor posição |
| --------------------------------------------- | -------------- |
| Austrália (ARIA)                              | 35             |
| Bélgica (Ultratip Bubbling Under de Flandres) | 36             |
| Canadá (Canadian Hot 100)                     | 55             |
| Coreia do Sul (Gaon)                          | 157            |
| Croácia (HRT)                                 | 21             |
| Escócia (Scottish Singles Chart)              | 6              |
| Eslováquia (Singles Digitál Top 100)          | 74             |
| Estados Unidos (Billboard Hot 100)            | 62             |
| Estados Unidos (Rolling Stone Top 100)        | 34             |
| Grécia (IFPI)                                 | 51             |
| Irlanda (IRMA)                                | 22             |
| Letônia (LAIPA)                               | 48             |
| Lituânia (AGATA)                              | 33             |
| Mundo (Billboard Global 200)                  | 132            |
| Nova Zelândia (Recorded Music NZ)             | 24             |
| Portugal (AFP)                                | 43             |
| Reino Unido (UK Singles Chart)                | 15             |
| República Checa (Singles Digitál Top 100)     | 69             |
| Suécia (Sverigetopplistan)                    | 81             |
| Suíça (Schweizer Hitparade)                   | 55             |

| Parada (2020)                   | Posição |
| ------------------------------- | ------- |
| Austrália (ARIA)                | 78      |
| Irlanda (IRMA)                  | 41      |
| Reino Unido (UK Singles Charts) | 34      |

## Certificações
| Região                                                         | Certificação | Vendas     |
| -------------------------------------------------------------- | ------------ | ---------- |
| Austrália (ARIA)                                               | 3× Platina   | 210,000‡   |
| Áustria (IFPI Áustria)                                         | Ouro         | 15,000‡    |
| Brasil (Pro-Música Brasil)                                     | Platina      | 40,000‡    |
| Canadá (Music Canada)                                          | Platina      | 80,000‡    |
| Dinamarca (IFPI Dinamarca)                                     | Platina      | 90,000‡    |
| Estados Unidos (RIAA)                                          | 2× Platina   | 2,000,000‡ |
| Itália (FIMI)                                                  | Ouro         | 35,000‡    |
| México (AMPROFON)                                              | 2× Platina   | 120,000‡   |
| Noruega (IFPI Norge)                                           | Ouro         | 30,000‡    |
| Nova Zelândia (RMNZ)                                           | Ouro         | 15,000‡    |
| Portugal (AFP)                                                 | Platina      | 10,000‡    |
| Reino Unido (BPI)                                              | Platina      | 600,000‡   |
| ‡ Vendas+valores de streaming baseados apenas na certificação. |              |            |

## Histórico de lançamento
| Região      | Data                    | Formato(s)                | Versão           | Gravadora(s)     | Ref.   |
| ----------- | ----------------------- | ------------------------- | ---------------- | ---------------- | ------ |
| Várias      | 18 de fevereiro de 2020 | Download digital          | Ao vivo no BRITs | Erskine Columbia | [ 1 ]  |
| Reino Unido | 7 de março de 2020      | Rádios adult contemporary | Original         | Erskine Columbia | [ 6 ]  |
| Austrália   | 27 de março de 2020     | Rádios mainstream         | Original         | Columbia Sony    | [ 69 ] |